# Engin Yadigar
Engin Yadigar (ur. 12 czerwca 1944 w Stambule) – turecki bokser, medalista mistrzostw Europy z 1967, olimpijczyk.
Startował w kategorii muszej (do 51 kg). Zdobył w niej brązowy medal na mistrzostwach Europy w 1967 w Rzymie. Wygrał tam trzy walki, a w półfinale uległ Constantinowi Ciuce z Rumunii.
Zdobył brązowy medal na igrzyskach śródziemnomorskich w 1967 w Tunisie (w półfinale pokonał go José Escudero z Hiszpanii). Na igrzyskach olimpijskich w 1968 w Meksyku przegrał pierwszą walkę z późniejszym brązowym medalistą  Servílio de Oliveirą z Brazylii.
Wystąpił na mistrzostwach Europy w 1969 w Bukareszcie, gdzie przegrał pierwszą walkę z Włochem Filippo Grasso.
Później występował w Republice Federalnej Niemiec. Był mistrzem tego państwa w wadze koguciej (do 54 kg) w 1974 i 1975 oraz wicemistrzem w 1976.